# Fakultät (Hochschule)

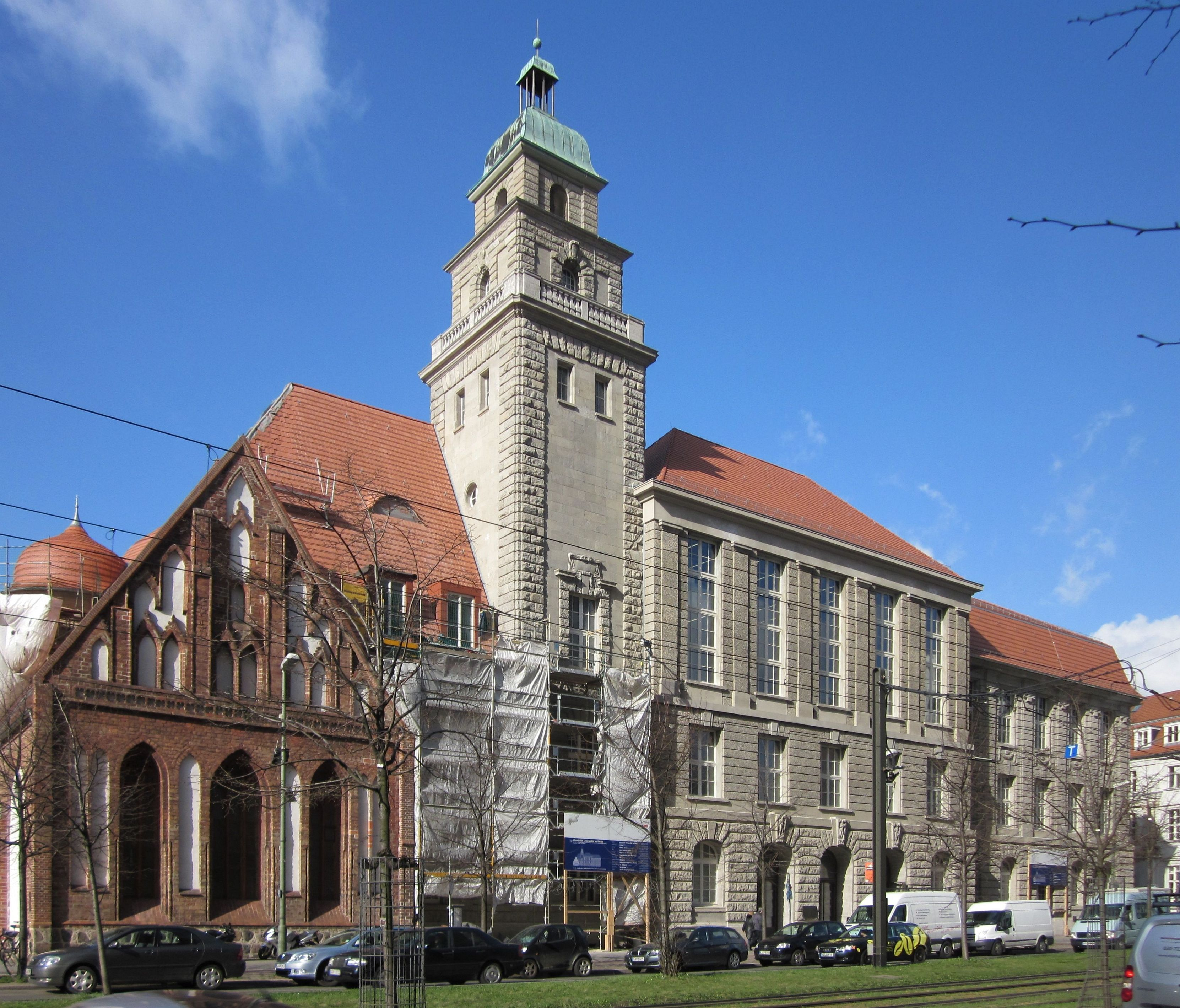
Wirtschaftswissenschaftliche Fakultät der Humboldt-Universität zu Berlin

An Hochschulen bezeichnet eine Fakultät eine Gruppe von Wissenschaften oder eine Abteilung mit mehreren Wissenschaftsgebieten als Lehr- und Verwaltungseinheit einer Universität, Pädagogischen Hochschule, Kunsthochschule oder Fachhochschule. Zu ihr gehören Lehrende und Lernende sowie das zugeordnete nichtwissenschaftliche Personal. An ihrer Spitze steht ein Dekan, der für die Fakultätsentwicklung verantwortlich ist. Dieser unterzeichnet stellvertretend für die Fakultät bei Habilitationen die Urkunde über die „Lehrbefähigung“ und bei Promotionen diejenige über den Doktorgrad.
Die Fakultät (an einigen Hochschulen auch der Fachbereich, siehe unten) ist für die Organisation von Forschung, Lehre und Studium ihres Wissenschaftsbereichs zuständig. In gewissem Umfang ist sie körperschaftsrechtlich souverän (erkennbar am Promotionsrecht, eigener Siegelführung, eigenem (oft rechtlich noch existierenden, faktisch nicht mehr ausgeübten) Talarrecht und anderem).

## Etymologie
Das lateinische Wort facultas bedeutet Möglichkeit oder Fähigkeit, seit der Spätantike auch Fach(disziplin).  Der Student hat die Wahlmöglichkeit unter den Fachbereichen; der Dozent hat die Lehrbefähigung. Die facultas docendi ist die Lehrbefähigung in einem bestimmten wissenschaftlichen Fach. Im Mittellateinischen änderte sich die Bedeutung der Fakultät zu Wissensgebiet oder Forschungsgebiet. Die Lehrbefähigung ist von der Lehrbefugnis zu unterscheiden.

## Fakultäten und Fachbereiche
Die Fakultäten bildeten sich im Laufe des 12. und 13. Jh. an den zu einer „universitas“ zusammengeschlossenen Pariser Schulen. Die Gliederung der Pariser Universität, zwischen 1249 und 1270 entstanden, wurde von vielen Universitäten, besonders von deutschen, übernommen; sie blieb die Regel bis ins 19. Jahrhundert.
Traditionell gliederten sich die meisten europäischen Universitäten seit dem Mittelalter in vier Fakultäten: eine allgemeinbildende (propädeutische) Artistenfakultät, aus der sich später die Philosophische Fakultät entwickelte, sowie drei auf ein bestimmtes Berufsfeld bezogene Fakultäten für Theologie, Jurisprudenz und Medizin. Im Zuge der Entstehung und Ausdifferenzierung neuer Wissenschaftsdisziplinen entstanden im 19. und vor allem im 20. Jahrhundert vielerorts weitere Fakultäten, entweder durch Ausgliederung der aufstrebenden Natur- und Sozialwissenschaften, oder auch durch Anlagerung neuer Fächer, die zuvor nicht an Universitäten gelehrt wurden (z. B. Wirtschafts- oder Ingenieurwissenschaften).
Seit 1969 wurde in der Bundesrepublik im Zuge der Neuordnung des Hochschulwesens durch die Hochschulgesetze der Länder die traditionelle Bezeichnung Fakultät vor allem an neu gegründeten Hochschulen durch den Begriff Fachbereich ersetzt, der einen engeren Fächerkanon umfasste. Diese Regelung fand auch Eingang in das erste Hochschulrahmengesetz von 1976. Statt des Dekans gab es einen Fachbereichssprecher.
Auch in der DDR wurden nahezu gleichzeitig die Fakultäten im Zuge der III. Hochschulreform ab 1967 durch kleinere „Sektionen“ ersetzt.
Erst später wurde den Hochschulen wieder gestattet, ihre Fachbereiche als Fakultäten zu bezeichnen oder auch mehrere Fachbereiche zu Fakultäten zusammenzuschließen, sodass es an manchen größeren Hochschulen heute auch Fakultäten und Fachbereiche gibt, wobei letztere dann eine Zwischenebene zwischen Fakultät und Instituten oder Seminaren darstellen.

## Fakultätsrat
Der Fakultätsrat – entsprechend der jeweiligen Gliederung der Hochschule auch Fachbereichsrat – setzt sich aus gewählten Mitgliedern der Gruppe der Hochschullehrer (in vielen Bundesländern mit einer Stimme Mehrheit), Vertretern der Studenten, des akademischen Mittelbaus sowie der technischen Angestellten zusammen.
Der Fakultätsrat wählt den Dekan und gegebenenfalls weitere Mitglieder des Kollegialorgans Dekanat (Prodekan, Vizedekan, Studiendekan o. Ä.).
Aufgabe des Fakultätsrates ist – je nach Hochschulgesetz des Landes und Grundordnung einer Hochschule – die Entscheidung oder Beratung über die Verwendung von Ressourcen der Fakultät (Geld- und Sachmittel, Personal, Räume etc.) und über grundsätzliche Fragen der Forschung und Lehre der Fakultät. Dazu gehört u. a. auch die Einrichtung oder Einstellung und Schließung von Studiengängen sowie Studien- und Prüfungsordnungen. Außerdem kann der Fakultätsrat an der Erteilung akademischer Grade und Titel (Doktor, Doctor habilitatus, Privatdozent, Ehrendoktor) beteiligt sein.
Die Sitzungen des Fakultätsrates (bzw. Fachbereichsrat) leitet in der Regel der Dekan. Er wird aus der Reihe der Professoren auf Zeit (i. d. R. für zwei bis vier Jahre) vom Fakultätsrat gewählt oder – etwa im Falle eines hauptamtlichen Dekans – auch extern (auf Dauer) berufen.
Der Fakultätsrat war seit Einführung der sogenannten Gruppenuniversität Ende der 1960er Jahre lange Zeit das wichtigste Entscheidungsgremium auf Fachbereichsebene. Mit der zunehmenden Einführung von Managementstrukturen in den Universitäten verlagern sich die Befugnisse jedoch zusehends – ähnlich dem Akademischen Senat – zugunsten des Dekanates und der Hochschulleitung.

## Untereinheiten
Fakultäten setzten sich prinzipiell aus Lehrstühlen zusammen. In kombinierten Fakultäten, wie beispielsweise Sozial- und Wirtschaftswissenschaften, werden die Lehrstühle der jeweiligen Fachwissenschaft als Fachrichtung oder Fachgruppe bezeichnet. Insbesondere in Vollfakultäten, also Fakultäten, die alle Forschungsrichtungen einer Fachwissenschaft abdecken, findet eine Gliederung in Institute oder auch Seminare statt. Ein Institut/Seminar umfasst oft einen Lehrbereich (z. B. Anglistik, Mikroökonomie) und wird von einem Geschäftsführenden Direktor geleitet. Dieser ist aus der Reihe der Lehrstuhlinhaber und Professoren ohne Lehrstuhl des Instituts/Seminars gewählt. Der Begriff Department ist weniger klar umrissen; er kann sowohl kleinere Seminare als auch Gruppen von Lehrstühlen in der Größe einer Fachgruppe oder Fakultät beschreiben.
Im Gegensatz zu Instituten haben An-Institute kein Recht zur Verleihung akademischer Grade, sie tragen jedoch auch den Namen Institut und tauchen öfter in Fakultätsübersichten auf.

## Einrichtungen einer Fakultät
Eine Fakultät betreibt in der Regel gemeinsame Einrichtungen. Dies können sein: die Fakultätsbibliothek, Labore, Werkstätten etc.
Zu einer Fakultät gehört oft auch das Prüfungsamt und der Prüfungsausschuss dieser Fakultät, das die Prüfungen (Vordiplom, Bachelor, Diplom, Master) organisiert und verwaltet. An einigen Hochschulen gibt es auch Zentrale Prüfungsämter, die die Prüfungen entweder für die gesamte Hochschule oder für mehrere Fakultäten organisieren. Für staatliche Prüfungen sind in der Regel eigene Prüfungsämter eingerichtet.
Zu den Einrichtungen einer Fakultät gehört auch der Promotionsausschuss, der für die Promotionen zuständig ist.
Weiterhin sind alle Mitarbeiter einer Fakultät zur Studienberatung verpflichtet. In der Regel ernennen die einzelnen Fakultäten spezielle Berater als Studienfachberater, die sowohl Studenten als auch Studieninteressenten zu den angebotenen Studienfächern beraten.
Mit Einführung der Studiengebühren in manchen Bundesländern wurden auch sogenannte Studiengebührenkommissionen eingesetzt, die die Mitgliederverteilung des Fakultätsrates (Professoren, Mittelbau und Studenten) auf kleinerer Ebene widerspiegeln und deren Mitglieder auf Zeit durch den Fakultätsrat gewählt werden. Sie sind dem Fakultätsrat direkt verantwortlich und beraten ihn über die von den Seminaren und Instituten der Fakultät vorgelegten Vorschläge zur Verwendung der zugewiesenen Studiengebühren. Die Institute oder Seminare müssen zu jedem eingehenden Vorschlag gegenüber der Studiengebührenkommission Stellung nehmen und diesen befürworten oder ablehnen, die letztendliche Entscheidung fällt dann der Fakultätsrat.

## Zusammenarbeit

### Inneruniversitäre Zusammenarbeit: Studienfakultäten
Zuweilen schließen sich mehrere Fakultäten zusammen, um einen gemeinsamen interdisziplinären Studiengang durchzuführen. Ein Beispiel hierfür ist die Studienfakultät für Forstwissenschaft & Ressourcenmanagement der TU München in Weihenstephan (Freising).

### Überregionale Zusammenarbeit: Fakultäten- und Fachbereichstage
Zum überregionalen Erfahrungsaustausch und zur Wahrnehmung gemeinsamer Interessen gegenüber Politik und Öffentlichkeit haben sich die meisten Fakultäten und Fachbereiche zu Fakultäten- bzw. Fachbereichstagen zusammengeschlossen, z. B. dem Fachbereichstag Gesundheitswissenschaften.